# Linyphia tauphora
Linyphia tauphora là một loài nhện trong họ Linyphiidae.
Loài này thuộc chi Linyphia. Linyphia tauphora được Ralph Vary Chamberlin miêu tả năm 1928.